# 余顺平
余顺平（1977年4月14日—），是已退役的中国足球运动员。
余顺平是健力宝青年队集训期间中途提前回国的几名球员之一，不过一开始只是留在了八一俱乐部的青年队，但是此后健力宝队因为李铁、张效瑞等“四小天鹅”入选国家队而声名远扬，余顺平等也纷纷获得甲A联赛的出场机会。
2003年夏季的二次转会期间，余顺平离开八一加盟浙江绿城，2006年转会江苏舜天。2007年初他再次被俱乐部挂牌，不过由于年龄原因最终退役。

## 家庭
余顺平父亲余其元是湖北足坛名宿，哥哥余捷是90年代武汉队队长。